# Bangana musaei
Bangana musaei е вид лъчеперка от семейство Шаранови (Cyprinidae). Видът е уязвим и сериозно застрашен от изчезване.

## Разпространение
Разпространен е в Лаос.

## Описание
На дължина достигат до 7,7 cm.